# Саландра
Саландра (итал. Salandra) — коммуна в Италии, расположена в регионе Базиликата, подчиняется административному центру Матера.
Население составляет 3190 человек, плотность населения составляет 40 чел./км². Занимает площадь 77 км². Почтовый индекс — 75017. Телефонный код — 0835.
Покровителем населённого пункта считается San Rocco. Праздник ежегодно празднуется 16 августа.